# Gerard Isaac Lieftinck
Gerard Isaac Lieftinck (* 3. August 1902 in  Amsterdam; † 19. Mai 1994 in Deventer) war ein niederländischer Paläograph und Kodikologe, der sich mit europäischer Mediävistik beschäftigte und das Lieftincksche System (siehe auch Bastarda) zur Nomenklatur entwickelte.

## Leben
Gerard Isaac Lieftinck wurde am 3. August 1902 in Amsterdam geboren. Er war das älteste von fünf Kindern und der Sohn des erfolgreichen Tabakunternehmers „J. H. Lieftinck & Sohn“. Nach einer weiterführenden schulischen Ausbildung widmete sich Lieftinck fünf Jahre dem Studium der Medizin an der Universität von Amsterdam. Im Jahr 1925 wechselte er zum Studium der niederländischen Literatur. Kurz nach seinem Abschluss 1931 erschien sein erster Artikel über den im 15. Jahrhundert lebenden Augustinermönch Hendrik Mande. Seine Dissertation im Jahr 1936 behandelte die mittelalterlichen Taulermanuskripte.
Zu Beginn seiner beruflichen Laufbahn war Lieftinck als Freiwilliger in der Bibliothek der Hochschule für Wirtschaft in Rotterdam tätig und arbeitete anschließend an der Universität Amsterdam und in der Königlichen Niederländischen Bibliothek. Es folgte eine Tätigkeit an der Universität Leiden, wo ihm 1942 die Obhut der dort archivierten Manuskripte übertragen wurde. Sechs Jahre später wurde er Lektor für mittelalterliche Manuskripte. Anlässlich des Jubiläums seiner 15-jährigen Lehrtätigkeit wurde Lieftinck 1953 zum Professor für Paläografie und Manuskripte ernannt. In dieser Position verblieb er bis zu seiner Pensionierung im Jahr 1972. Sein Nachfolger wurde Johan Peter Gumbert.
Lieftinck war an der Gründung des angesehenen Comité International de Paléographie Latine beteiligt. Er spielte eine wichtige Rolle bei der Gestaltung und Umsetzung des Katalogs datierter und datierbarer Manuskripte, einer zentralen Ressource für Kodikologen.
Ab 1961 war Lieftinck Mitglied der Königlich Niederländischen Akademie der Wissenschaften und ab 1964 ausländisches Mitglied der Königlich Flämischen Akademie Belgiens für Wissenschaften und Künste. So wurde Lieftinck in Bezug auf niederländische und lateinische Handschriften der Niederlande zur bedeutendsten Autorität seiner Generation. Er veröffentlichte Dutzende von Artikeln und Büchern in niederländischer, französischer und englischer Sprache zu Themen der Handschriftenkunde und Paläographie. Im Jahr 1959 verlieh ihm die Freie Universität Brüssel die Ehrendoktorwürde. Die ersten vier Bände der Reihe „Litterae Textuales“ wurden ihm zu Ehren veröffentlicht (Gumbert & de Haan, Essays Presented to G. I. Lieftinck. 1972–1976).

## Wissenschaftliche Schwerpunkte
1953 trug Lieftinck beim ersten internationalen Colloquium lateinischer Paläographie in Paris sein eigens entwickeltes Klassifizierungssystem für die gotische Schrift vor. Diese wollte er anhand ihres Erscheinungsbildes und des Sorgfältigkeitsgrades weiter differenzieren: Er unterteilte sie in die nichtkursive Schrift „littera textualis“, die flüssige Gebrauchsschrift „littera cursiva“ und die Mischform beider: „Bastarda“, später auch „Hybrida“ genannt. Durch das Ansetzen dreier kalligraphischer Stilhierarchien wollte er die Formen „Textualis“ und „Cursiva“ noch weiter differenzieren. Dafür unterschied er zwischen einem kalligraphisch hochwertigen Niveau, bezeichnet als „littera formata“, einem mittleren, gepflegten Sorgfältigkeitsgrad „libraria“ und einem unteren Niveau „currens“, das vor allem „eilige, wenig sorgfältige“ Schriften bedachte. Das Lieftincksche Nomenklatursystem wurde in der Folgezeit durch Johan Peter Gumbert ausgebaut. Auch andere Paläografen wie zum Beispiel Albert Derolez leiteten aus dem Lieftinckschen System eigene Systeme zur Einordnung landeseigener und regionaler Schriftvariationen der gotischen Schrift ab.